# 南苏丹共产党
南苏丹共产党（英語：Communist Party of South Sudan）是南苏丹的一个共产主义政党。它成立于2011年6月，前身是苏丹共产党南方局（南苏丹独立前夕，它从苏丹共产党分离出来）。在苏丹共产党位于喀土穆的办公室举行的一次会议上，这个新政党成立的消息被公布。该党的总书记是约瑟夫·沃尔·莫德斯托。
2013年，该党派代表出席了一年一度在布鲁塞尔举行的国际共产主义研讨会。